# Greta Salóme Stefánsdóttir
En aquest nom islandès, el darrer nom és un patronímic, no pas un cognom. La manera de referir-se a aquesta persona és pel nom de pila.
Greta Salóme Stefánsdóttir (Mosfellsbær, 11 de novembre de 1986), més coneguda per Greta Salóme, és una cantant, lletrista i violinista islandesa, coneguda per haver representat el seu país al Festival d'Eurovisió 2016 amb la cançó "Hear them calling". També va participar en l'edició 2012 del Festival que aleshores se celebrava a Bakú, capital de l'Azerbaitjan.